# Carlos Llavador Fernández
Carlos Llavador Fernández (Madrid, 26 de abril de 1992) es un deportista español que compite en esgrima, especialista en la modalidad de florete.
Ganó una medalla de bronce en el Campeonato Mundial de Esgrima de 2018 y dos medallas de bronce en el Campeonato Europeo de Esgrima, en los años 2015 y 2025.
Participó en dos Juegos Olímpicos de Verano, ocupando el vigesimotercer lugar en Tokio 2020 y el decimocuarto en París 2024, en la prueba de florete individual.

## Trayectoria
Empezó a practicar esgrima con ocho años en la Sala de Armas de Madrid. Posteriormente se trasladó al CAR de Madrid para entrenar bajo las órdenes del maestro Jesús Esperanza, olímpico en la modalidad de florete.
En 2015 obtuvo su primera medalla en la categoría absoluta: un bronce en el Campeonato Europeo, después de perder en semifinales contra el italiano Andrea Cassarà. Al año siguiente cambió su lugar de residencia, trasladándose a Italia e incorporándose a la escuela Frascati Scherma.
En 2018 consiguió su mayor éxito, un bronce en el Campeonato Mundial, derrotando en octavos de final al ruso Timur Safin, en cuartos al italiano Giorgio Avola y perdiendo en semifinales contra el británico Richard Kruse. Como consecuencia de este resultado, el Consejo Superior de Deportes le otorgó la medalla de bronce de la Real Orden del Mérito Deportivo.
En 2025 ganó la medalla de bronce en el Campeonato Europeo, al perder su combate de semifinales contra el italiano Guillaume Bianchi.
Cursó estudios superiores en el INEF de la Universidad Politécnica de Madrid y obtuvo el máster en Dirección y Gestión de Entidades Deportivas en la Universidad Católica San Antonio de Murcia.

## Palmarés internacional
| Campeonato Mundial | Campeonato Mundial | Campeonato Mundial | Campeonato Mundial |
| Año                | Lugar              | Medalla            | Prueba             |
| ------------------ | ------------------ | ------------------ | ------------------ |
| 2018               | Wuxi (China)       | Medalla de bronce  | Florete individual |
| Campeonato Europeo |                    |                    |                    |
| Año                | Lugar              | Medalla            | Prueba             |
| 2015               | Montreux (Suiza)   | Medalla de bronce  | Florete individual |
| 2025               | Génova (Italia)    | Medalla de bronce  | Florete individual |